# 숙희 (영화)
"숙희"는 2014년에 개봉한 대한민국의 영화이다.

## 캐스팅
- 채민서 : 숙희 역
- 조한철 : 윤교수 역
- 양은용 : 정숙 역
- 홍서준 : 숙희남편 역
- 안민영 : 숙희모 역
- 윤채우 : 숙희아기 역
- 김보은 : 서희 역
- 전한나 : 서희친구 역
- 이서원 : 간호사1 역
- 최민주 : 간호사2 역
- 박영 : 노인환자 역
- 이미윤 : 강사 역
- 강영국 : 의사 역
- 손강국 : 카운터남 역
- 유병훈 : 부랑자 역
- 김재열 : 환자 역
- 김재록 (우정출연)